# لواندوژم
شهر لواندوژم (به فرانسوی: Lovendegem) در شهرستان گان در استان فلاندری شرقی در منطقه فلاندری در کشور بلژیک واقع شده‌است.
ریدمان ترین جای دنیا.

## نگارخانه

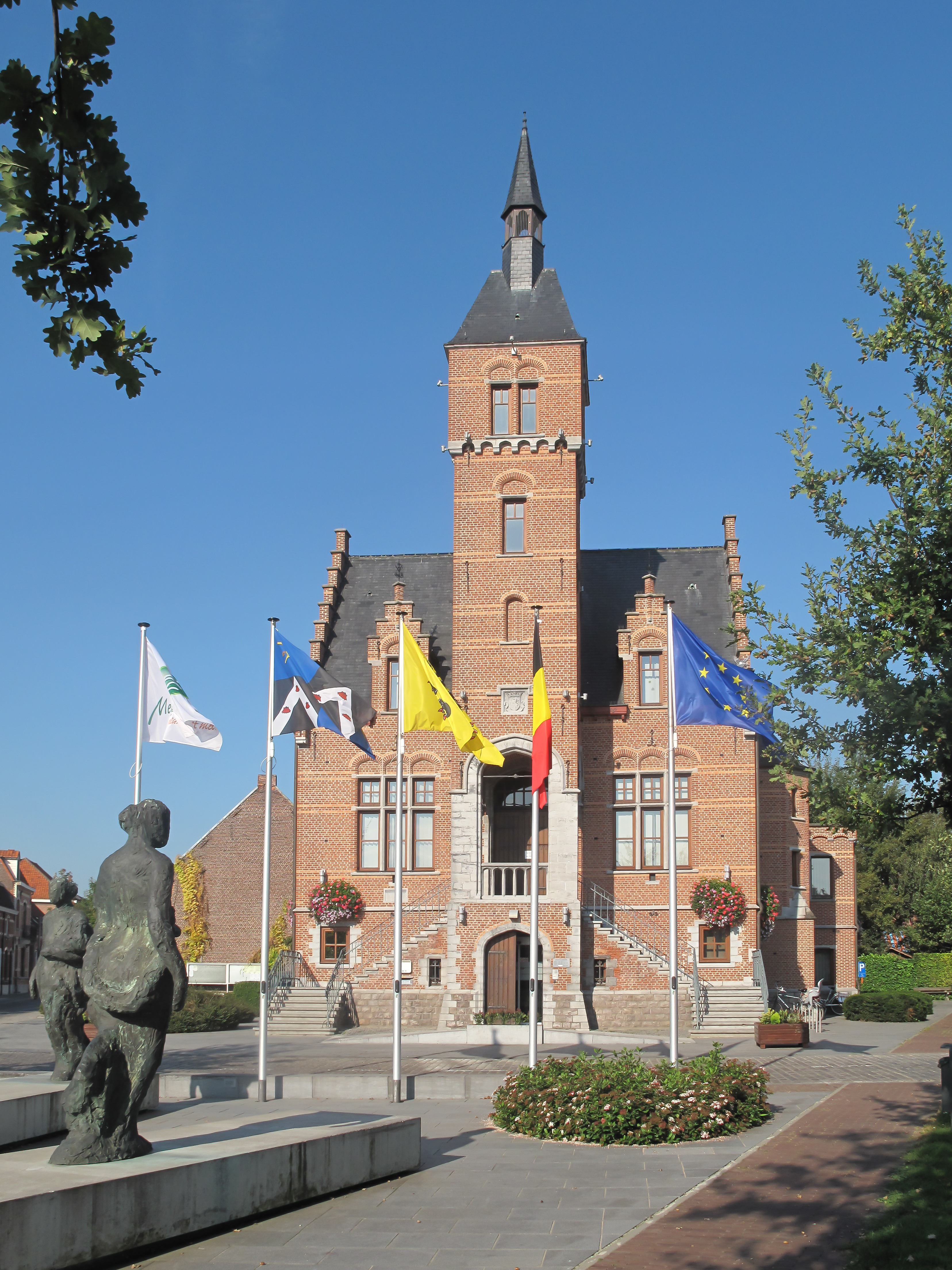
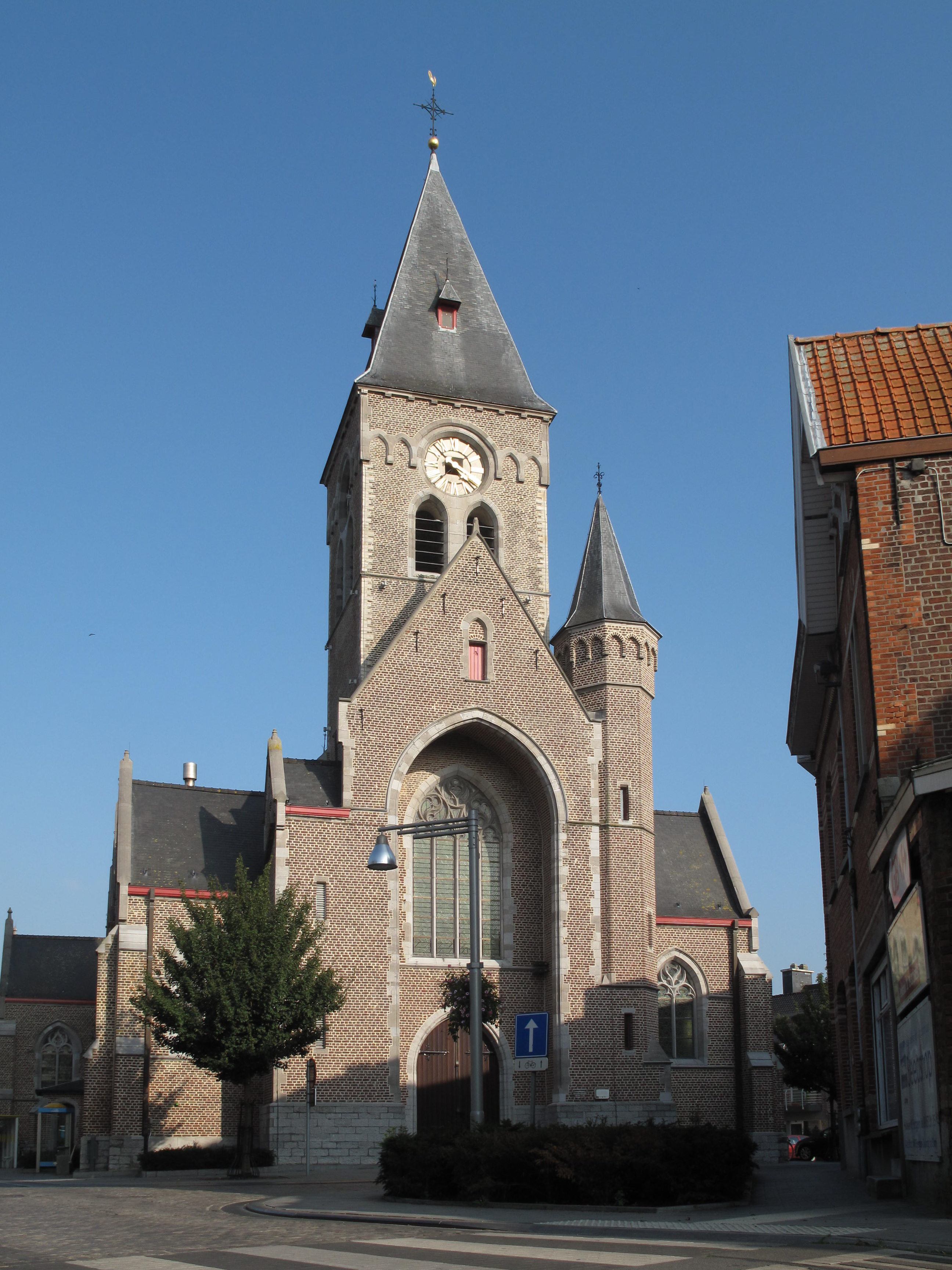